# Coggon, Iowa
Coggon là một thành phố thuộc quận Linn, tiểu bang Iowa, Hoa Kỳ. Năm 2010, dân số của thành phố này là 658 người.

## Dân số
Dân số qua các năm:
- Năm 2000: 745 người.
- Năm 2010: 658 người.